# شهرستان لینکلن (کنتاکی)
شهرستان لینکلن، کنتاکی (به انگلیسی: Lincoln County, Kentucky) یک سکونتگاه مسکونی در ایالات متحده آمریکا است که در کنتاکی واقع شده‌است.